# Schloss Lindenlohe (Schwandorf)

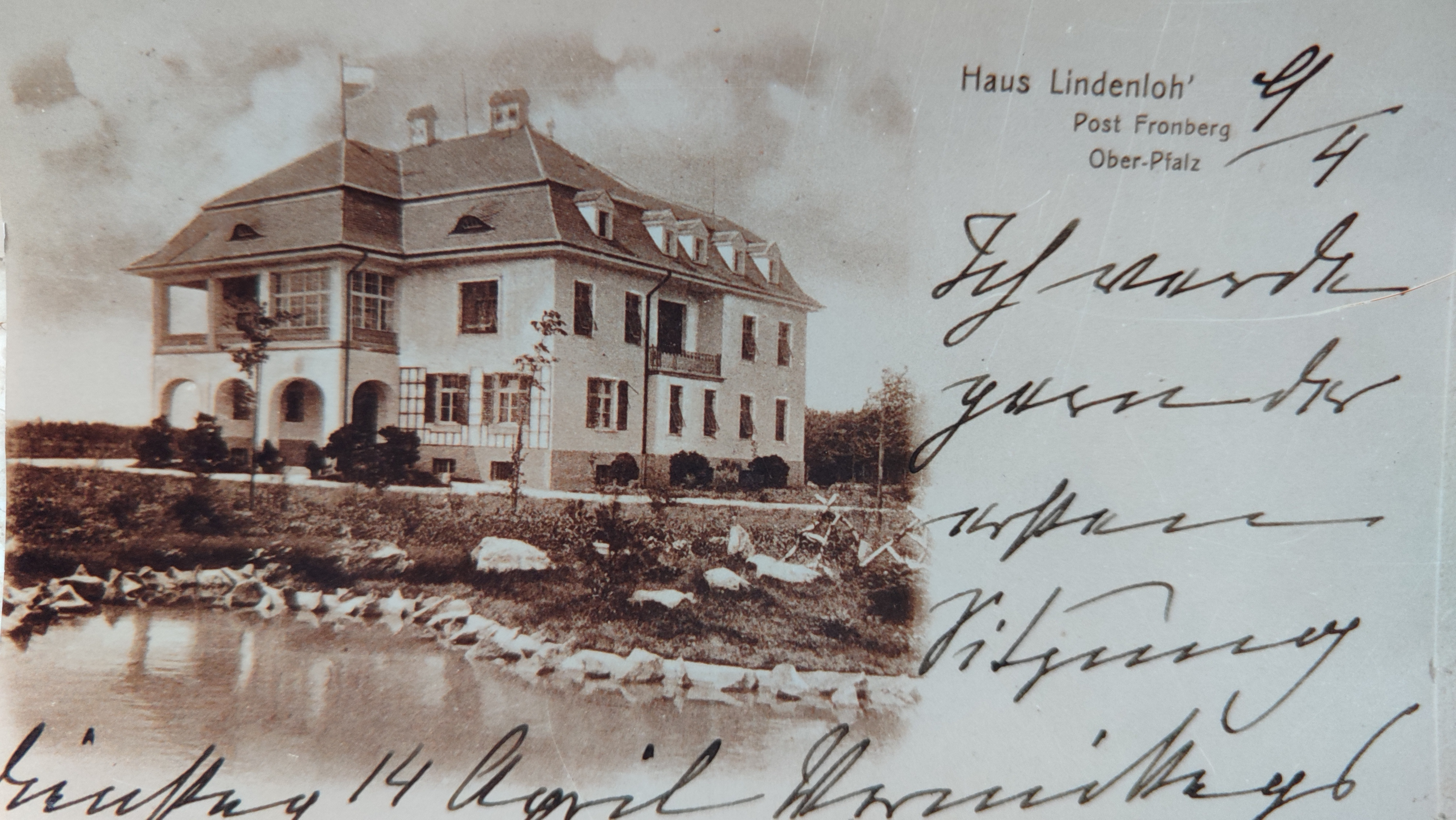
Schloss Lindenlohe

Schloss Lindenlohe, auch Haus Lindenlohe, ist ein Schloss im gleichnamigen Ortsteil der Stadt Schwandorf im Landkreis Schwandorf im Regierungsbezirk Oberpfalz in Bayern.

## Lage
Schloss Lindenlohe liegt nordöstlich von Schwandorf umrahmt von Wäldern. Das Oberpfälzer Seenland liegt in unmittelbarer Umgebung. Auf dem Areal des Hauses Lindenlohe oder Schloss Lindenlohe befindet sich heute die Orthopädische Klinik Lindenlohe östlich der Autobahn A 93.

## Geschichte
Im Jahr 1906 kauft Maximiliane Gräfin von Holnstein, geborene Freiin von Gumppenberg-Pöttmes (1850–1937), mehrere Grundstücke und erbaute auf ihnen eine schlossähnliche Villa mit Loggia und Auffahrtsrampe, Stallung mit darüber befindlichen Dienstbotenwohnungen, Wagenremise, Eiskeller, Maschinenraum, Holzschuppen. Sie ließ einen entsprechenden Hofraum und einen Ziergarten mit Tennisplatz und Pflanzgarten anlegen. Den Bauplan für die Gebäude erstellte der Münchner Architekt Holzmann. Am 28. Mai 1907 bezog sie das Gebäude.
1907 wurde auch eine Kapelle für private Andachten in unmittelbarer Umgebung des neuen Schlosses errichtet. Die Kapelle trägt einen Glockenturm. Im Innenraum findet sich ein Holzkreuz mit seitlichen Kerzenhaltern, auch am Altar befinden sich zwei Kerzen und eine bemalte Marienstatue, sowie eine weitere Madonnenfigur im hellen Gewand. Ein Eisentor verschließt die Andachtskapelle. In der Nähe dieser Kapelle steht ein ca. 3 m hohes Kreuz mit Christusfigur.

Kapelle Schloss Lindenlohe
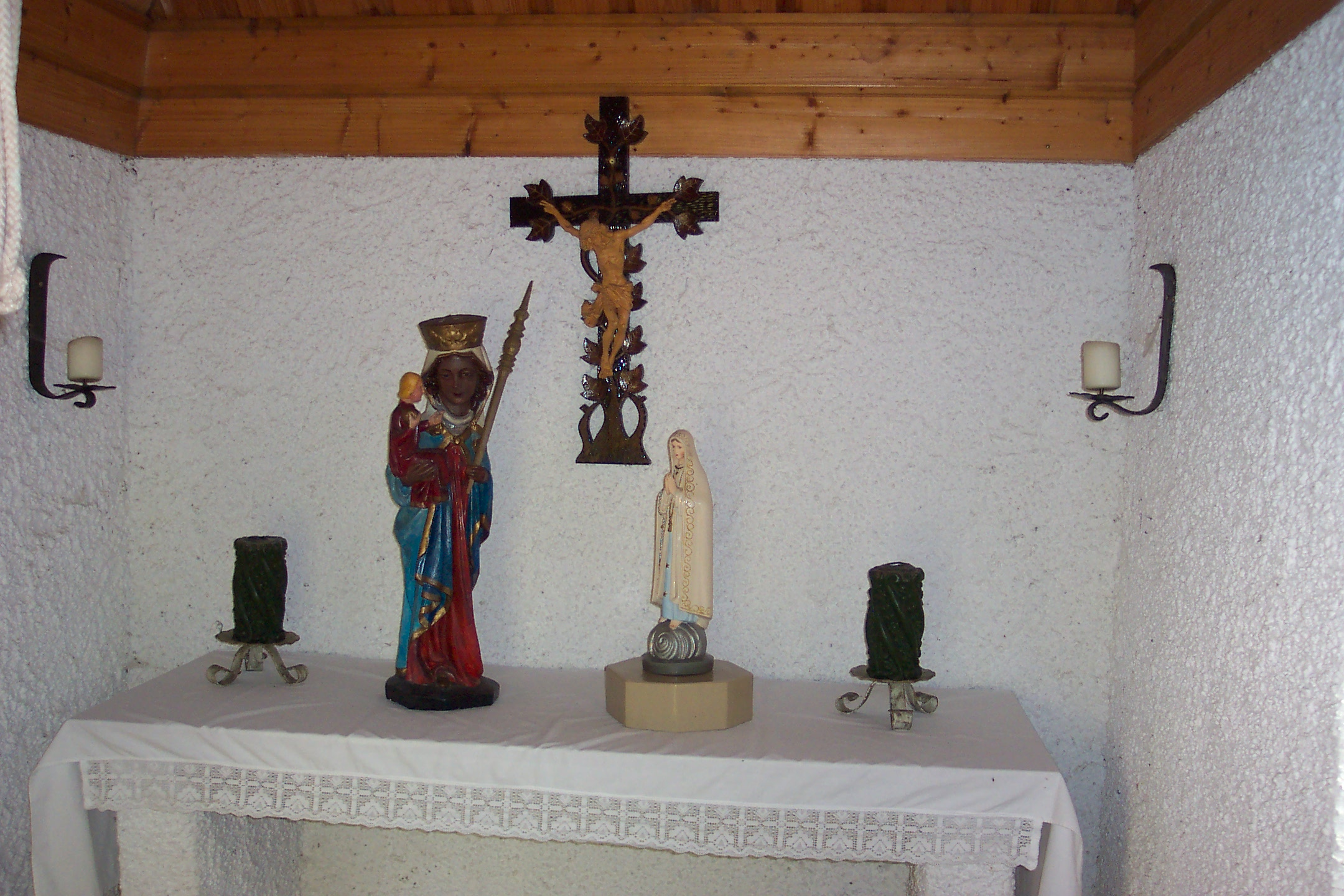
Kapelle Schloss Lindenlohe Innenansicht
Kreuz Schloss Lindenlohe

Auf dem Schlossgrundstück selbst befand sich ein recht ergiebiger Brunnen, der einen Teil des Wasserbedarfes zu decken imstande war. Das Wasser wurde mit Hilfe einer Unterwasserpumpe, die in etwa 20 m Tiefe eingebaut war, in die Behälter gehoben.
Die Gräfin verfügte über eine entsprechende Dienerschaft. Große Gesellschaften pflegte sie nicht zu geben, jedoch ritt sie fast täglich in die Wälder aus. Bis ins hohe Alter benutzte die Gräfin ihren Tennisplatz.
Der Vermögensverlust durch die Inflation 1923 sowie das Fehlen regelmäßiger, dem Aufwand entsprechender Einkünfte zwangen zu Beginn der 1920er Jahre zu ersten Sparmaßnahmen. Zwar konnte noch ein dunkelbrauner „Benz“, eines der ersten Autos in der Gegend, erstanden werden. Die Stelle des Kutschers übernahm der Chauffeur Georg Beer. Aber die Reduzierung des Personals und die Auflösung der Pferdestalles ließen sich nicht vermeiden. Am 14. Dezember 1936 kaufte die NS-Volkswohlfahrt Berlin für etwa 38.000 RM den gesamten Besitz und beurkundetet es am 7. April 1937.
Maximiliane Gräfin von Holnstein zog nach München in eine Mietwohnung, wo sie drei Monate später am 23. September 1937 mit 88 Jahren verstarb. Ihre sterblichen Überreste wurden mit der Bahn nach Schwarzenfeld überführt. Sie wurde in der Holsteinischen Gruft in Schwarzenfeld beigesetzt.

### Müttererholungsheim
Im Sommer 1937 wurde das ehemalige Schloss als Müttererholungsheim der NSV eingeweiht; es diente bedürftigen, meist kinderreichen Müttern aus dem Gaugebiet „Bayerische Ostmark“ zur Erholung. Die Heimleitung oblag Wilhelmine Eckert. Für die ärztliche Betreuung war Dr. Meister aus Schwandorf verantwortlich.

### Kriegslazarett
Während des Zweiten Weltkriegs wurde das Heim am 1. Mai 1941 zum Kriegslazarett. 1945 lagen etwa 70 verwundete Soldaten im Haus. Als sich die Front näherte, wurden am 20. April 1945 die Gehfähigen und die weitgehend Wiedergenesenen nach Walderbach gebracht. 40 Schwerverwundete blieben im Schloss. Als Chefarzt war Peter aus Schwarzenfeld tätig, für die Hausorganisation war Oberschwester Anna von der Sitt verantwortlich. Die Verwaltung übernahm  eine Angehörige der NSV.
Am 22. April rückten die Amerikaner über den Berg bei Traunricht nach Süden vor. Am Morgen des 23. April 1945 kurz nach 9 Uhr tauchten die ersten Fahrzeuge der US-Truppen vor dem Schloss auf. Inzwischen waren das Sanitätspersonal, alle Verantwortlichen und die meisten Schwestern geflohen. Die Bewohner und die Verwundeten mussten sich soweit sie sich auf den Beinen halten konnten im Schlosshof aufstellen. Darauf durchsuchten amerikanische Soldaten das Lazarett.

### KZ-Häftlinge
Im Juni 1945 brachten amerikanische Armeefahrzeuge etwa 80 ehemalige KZ-Häftlinge, meist aus dem UNRRA-Krankenhaus „BBI-Kasino“, nach Lindenlohe und quartierten sie im Schloss ein. Die UNRRA war eine Hilfsorganisation für verschleppte Personen, vor allem KZ-Häftlinge und Zwangsarbeiter. Sie wurden nach und nach weniger; im Herbst 1945 verließen die letzten Lindenlohe.

### Polnische Zwangsarbeiter
Im Herbst 1945 wurden acht Wochen lang etwa 10 Polen im Schloss einquartiert. Sie kamen mit einem früheren polnischen Zwangsarbeiter aus der Lazarettzeit hierher. Nachdem es zu Plünderungen kam, es verschwanden vor allem Lazarettwäsche und Decken fast restlos aus den Lagerbeständen, verlangte die in Charlottenhof liegende US-Einheit die vollständige Räumung des Schlosses und des Nebengebäudes. Die Polen wurden von den Amerikanern weggebracht. Eine deutsche Frau mit zwei kleinen Kindern durfte bleiben.

### Amerikanische Offiziersmesse
Am 15. Oktober 1945 belegten die Amerikaner das Schloss und richteten eine Offiziersmesse ein. Sie blieben den gesamten ersten Nachkriegswinter.

### Flüchtlingsaltersheim
Im März 1946 pachtete die Innere Mission der Evangelischen Kirche Schloss Lindenlohe von der Vermögensverwaltung der Oberfinanzdirektion Nürnberg, Nebenstelle Regensburg. Nach Abzug der Amerikaner wurde es zum Flüchtlingsaltersheim, dessen Insassen von der Diakonissin Schwester Lina, sie gehörte den Hensoltshöher Schwestern an, bis zum 1. Juni 1946 betreut wurden.

### Entbindungsheim
Anschließend baute sie mit weiteren Schwestern ein Entbindungsheim für Flüchtlinge auf. Im ersten Halbjahr, bis Ende 1946, meldete Hausverwalter Karl Klose 40 Geburten in Lindenlohe an. Die Säuglingssterblichkeit war hoch, wozu vermutlich der Mangel an Nahrung und Medikamenten, an Verbandsmaterial sowie Hilfsmitteln beigetragen hatte. Vielfach mussten die Mütter länger als üblich im Haus verweilen, weil sie ohne festen Wohnsitz waren. Amtlich hieß die Einrichtung  „Mütter- und Säuglingsheim Lindenlohe“. Die letzte Geburt im Entbindungsheim wurde am 20. Januar 1949 beurkundet.

### Kinderheim
Am 1. Mai 1949 übernahm Diakon Emil Kilimann die Heimleitung und gestaltete Schloss Lindenlohe zu einem Kinderheim um. Nach kurzer Zeit erfolgte die Einweisung elternloser Kinder, teils aus Sulzbach-Rosenberg, teils aus Auhof (Landkreis Roth). Etwa 60 Kinder wurden von meist 10 Schwestern der Rummelsberger Anstalten betreut. Das Kinderheim bestand bis 1. Mai 1950. Die Innere Mission erneuerte keinen weiteren Pachtvertrag. Von Mai 1950 an stand das Haus fast leer, lediglich der Hausmeister Josef Braun aus Freihöls kümmerte sich um Gebäude und Einrichtung.

### Orthopädische Klinik
Am 9. März 1951 wurde der Besitz durch die Zweigstelle Regensburg der Oberfinanzdirektion Nürnberg an das BRK, Bezirksverband Niederbayern-Oberpfalz, übergeben.
Aus Klingenbach (Landkreis Bogen) kamen Schwestern und Hilfskräfte, um das Haus für die Zwecke einer Orthopädischen Klinik einzurichten. Am 9. April 1951 trafen die ersten 30 Patienten in Lindenlohe ein. Das Personal bestand aus einem Chefarzt, einem Oberarzt, einer Oberschwester, dem Verwalter sowie vier Schwestern und sechs Personen als Hilfskräfte. Die offizielle Einweihungsfeier fand am 6. Juni 1951 statt.
1948/49 gab es eine große Kinderlähmungsepidemie. Anfangs wurden vor allem Kinder betreut, die von der Kinderlähmung betroffen waren. Aber auch andere Behinderungen, wie Rückgratverkrümmungen, Klump-, Hohl- oder Knickfüße wurden behandelt.
Die heutige Orthopädische Klinik Lindenlohe behandelt Patienten mit degenerativen Erkrankungen, rheumatischen Erkrankungen, Sportverletzungen, Tumoren, angeborenen Fehlbildungen, Unfallverletzungen, Wirbelsäulenschäden u. a. Erkrankungen des Bewegungsapparates. Sie kann 140 Patienten aufnehmen. Jährlich werden 4.000 Patienten stationär und circa 10.000 Patienten ambulant versorgt.